# Exetastes fukuchiyamanus
Exetastes fukuchiyamanus är en stekelart som beskrevs av Tohru Uchida 1928. Exetastes fukuchiyamanus ingår i släktet Exetastes och familjen brokparasitsteklar. Inga underarter finns listade i Catalogue of Life.